# Skräppesjön (Toarps socken, Västergötland)
Skräppesjön är en sjö i Borås kommun i Västergötland och ingår i Ätrans huvudavrinningsområde.